# Jake LaRavia

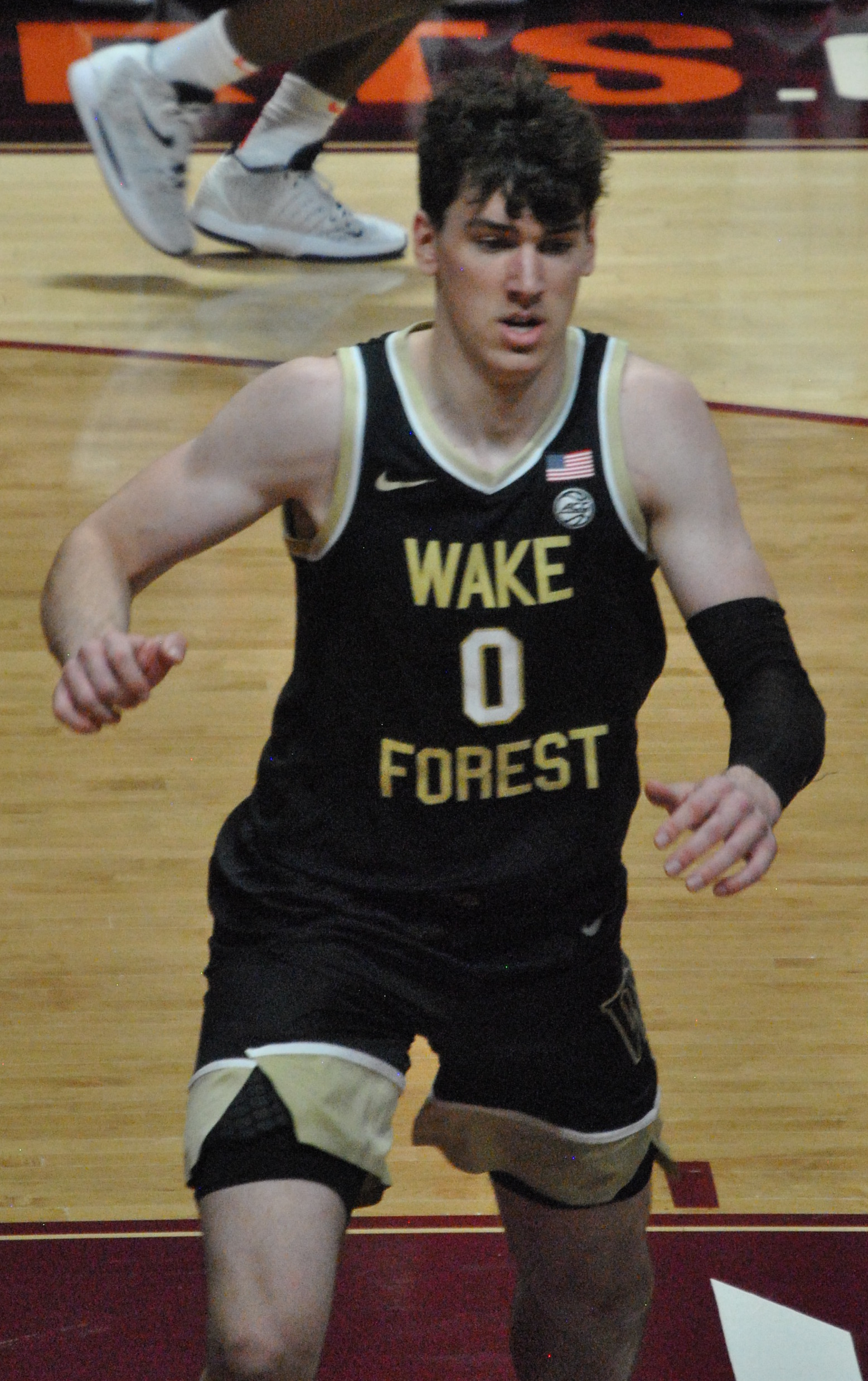
Jake LaRavia, 2021.

Jacob Glen "Jake" LaRavia, född 3 november 2001 i Pasadena i Kalifornien, är en amerikansk professionell basketspelare (SF/PF) som spelar för Los Angeles Lakers i National Basketball Association (NBA). Han har tidigare spelat för Memphis Grizzlies och Sacramento Kings.
LaRavia draftades av Minnesota Timberwolves i första rundan i 2022 års draft som 19:e spelare totalt.
Innan han blev proffs studerade LaRavia först på Indiana State University och spelade för deras idrottsförening Indiana State Sycamores. Han blev senare överförd till Wake Forest University för spel i Wake Forest Demon Deacons.